# I Feel For You (chanson de Bob Sinclar)
Pour les articles homonymes, voir I Feel for You (homonymie).
Singles de Bob Sinclar
Ultimate Funk
(1998) Darlin'
(2001)
I Feel For You est le premier single de Bob Sinclar issu de l'album Champs-Elysées, réalisé avec Cerrone et co-écrite avec Fred Poulet. Le clip, inspiré du film Phantom of the Paradise, est réalisé par Denis Thybaud et se verra intégré par Brian De Palma dans un coffret DVD de réédition du film.

## Classements
- #14 :  Espagne[2]